# Gerhard Stoltenberg
Gerhard Stoltenberg (Kiel, 29 settembre 1928 – Bad Godesberg, 23 novembre 2001) è stato un politico tedesco dell'Unione Cristiano-Democratica di Germania.
È stato ministro nei governi tedeschi di Ludwig Erhard, Kurt Georg Kiesinger e Helmut Kohl. Dal 1971 fino a 1982 ricoprì la carica di ministro-presidente dello Schleswig-Holstein. Al livello nazionale, fu tra altro ministro delle finanze e ministro della difesa sotto il cancelliere Helmut Kohl.

## Biografia

### Gioventù e formazione
Gerhard Stoltenberg nacque il 29 settembre 1928 a Kiel, nella Germania settentrionale. I genitori, il padre un pastore protestante e la madre un'insegnante, erano originari dell'Holstein. Per via del padre, la famiglia si trasferì a Bad Oldesloe, nel circondario dello Stormarn.
Nel 1944, prima di poter concludere la scuola secondaria, divenne aiutante antiaereo della marina (HJ-Marinehelfer), ausiliario della Gioventù hitleriana nella Kriegsmarine. Durante la Seconda guerra mondiale, Stoltenberg fu catturato, e dopo una breve prigionia venne liberato nel 1945, quando tornò a Bad Oldesloe dove lavorò come apprendista amministrativo per la città. Nel 1949 concluse le scuole secondarie ottenendo l'abitur presso il liceo di Bad Oldesloe, e iniziò a studiare storia, sociologia e filosofia presso l'Università di Kiel. Durante i suoi studi ebbe modo di visitare per diversi mesi gli Stati Uniti d'America tra il 1952 e il 1953 nell'ambito del programma "German Youth Leaders". Tornato a Kiel, terminò gli studi nel 1954 con una tesi di dottorato assieme a Otto Becker intitolata "Il Reichstag tedesco 1871-1873". Dopo il dottorato, lavorò come assistente alla cattedra di scienze politiche a Kiel con il professore Michael Freund. Dal 1956 è stato inoltre docente all'Università di Kiel.
Stoltenberg sposò Margot Rann nel 1958, e i due ebbero due figlie. Fu membro della Chiesa luterana. Stoltenberg morì a Bad Godesberg il 23 novembre 2001, a causa di un cancro. Nonostante avesse richiesto di non avere un funerale di stato, molti politici del governo federale e dei governi statali presenziarono al servizio funebre a lui dedico nella sua città d'origine Kiel.

### Carriera politica
Nel 1947 è diventato membro della Junge Union (JU), la federazione giovanile dei partiti dell'Unione Cristiano-Democratica di Germania (CDU) e dell'Unione Cristiano-Sociale in Baviera (CSU), divenendo subito membro del consiglio di amministrazione dell'associazione distrettuale di Stormarn. Poco dopo si iscrisse anche alla CDU. Durante gli studi, Stoltenberg continuò a militare nella JU, venendo eletto nel 1951 Presidente distrettuale della Junge Union-Schleswig-Holstein, una regione in cui la CDU stava affrontando alcuni problemi di popolarità. Dal 1955 al 1961 è stato Presidente federale della Junge Union, dopo aver battuto il rivale Ernst Majonica.
Nel 1954 Stoltenberg divenne il membro più giovane del Landtag dello Schleswig-Holstein. Dopo aver ottenuto il sostegno del Cancelliere Konrad Adenauer, si candidò nel 1957 alle elezioni federali nel collegio elettorale di Eckernförde, ottenendo il seggio. Nel 1957, Stoltenberg venne quindi eletto nel parlamento federale, il Bundestag, e ne fu membro inizialmente fino al 1971, e di nuovo dal 1983 al 1998.
Dal 1965 fino a 1969 fu ministro della istruzione pubblica nei governi CDU-CSU di Ludwig Erhard e Kurt Georg Kiesinger. Con la sconfitta della CDU-CSU alle elezioni federali in Germania del 1969, la CDU-CSU dovette andare all'opposizione, e Stoltenberg perse il suo incarico ministeriale. Nel mentre egli venne nominato Vicepresidente della CDU-CSU ed eletto al Presidio della CDU, di cui fece parte fino al 1992. Il 24 maggio 1971, Stoltenberg ottenne la guida del governo del Landtag dello Schleswig-Holstein, ottenendo la carica di Primo ministro dello Schelswig-Holstein con il 51,9% delle preferenze elettorali.
In qualità di ministro-presidente, è stato Presidente del Bundesrat dal 1977 al 1978. Nel 1982, la CDU-CSU riguadagnò il potere al livello nazionale, e Stoltenberg si ritirò dalla sua carica per entrare al neo-formato gabinetto di Helmut Kohl. Il suo successore da ministro-presidente diventò Uwe Barschel, mentre Stoltenberg rimaneva presidente del partito a Schleswig-Holstein. Dal 1982 al 1989 è stato ministro delle finanze della Germania, e dal 1989 al 1992 ministro della difesa. Helmut Kohl chiese le sue dimissioni come ministro della difesa nel 1992, a seguito di una controversia riguardante la vendita di carri armati tedeschi alla Turchia.